# Großsteingrab Ladekath
Das Großsteingrab Ladekath war eine megalithische Grabanlage der jungsteinzeitlichen Tiefstichkeramikkultur bei Ladekath, einem Ortsteil der Gemeinde Arendsee (Altmark) im Altmarkkreis Salzwedel, Sachsen-Anhalt. Das Grab wurde im 19. Jahrhundert zerstört.

## Lage
Das Grab befand sich westlich von Ladekath. Südöstlich seines einstigen Standorts befindet sich das noch erhaltene Großsteingrab Lüge.

## Forschungsgeschichte
Erstmals dokumentiert wurde die Anlage in den 1830er Jahren durch Johann Friedrich Danneil. Bei einer erneuten Aufnahme der Großsteingräber der Altmark mussten Eduard Krause und Otto Schoetensack in den 1890er Jahren feststellen, dass das Grab in der Zwischenzeit im Zuge der Separation vollständig abgetragen worden war.

## Beschreibung
Das Grab war bereits bei Danneils Aufnahme teilweise zerstört. Es hatte eine Länge von 7,8 m und eine Breite von 3,1 m. Eine Bestimmung des Grabtyps war nicht mehr möglich.